# Chibchea merida
Chibchea merida is een spinnensoort uit de familie trilspinnen (Pholcidae). De soort komt voor in Venezuela.